# Baishe, Zhejiang
Baishe (kinesiska: 柏社乡) är en socken i Kina. Den ligger i provinsen Zhejiang, i den östra delen av landet, omkring 110 kilometer sydväst om provinshuvudstaden Hangzhou. Antalet invånare är 19 715. Befolkningen består av 9 595 kvinnor och 10 120 män. Barn under 15 år utgör 14,0 %, vuxna 15-64 år 70 %, och äldre över 65 år 14,0 %.
Runt Baishe är det ganska tätbefolkat, med 144 invånare per kvadratkilometer. Närmaste större samhälle är Majian, 5,9 km sydväst om Baishe. I omgivningarna runt Baishe växer i huvudsak blandskog.
Genomsnittlig årsnederbörd är 2 196 millimeter. Den regnigaste månaden är juni, med i genomsnitt 436 mm nederbörd, och den torraste är januari, med 75 mm nederbörd.